# 庄内観光物産館
庄内観光物産館（しょうないかんこうぶっさんかん）は、山形県鶴岡市にある庄交コーポレーションが運営する大規模な土産の専門店。
省略して観光物産館、物産館とも表記されることもある。
敷地内にある庄内交通の高速バスターミナルとしても機能している。
庄内（特に鶴岡地区）の特産品を販売する。土産物店および飲食店で構成される。

## 概要
土産物店舗とバス待合所を併せ持つ施設である。鼠小僧が上り下りする火の見櫓が目印。庄内交通グループの運営する大規模な土産物店舗で、鶴岡ICに隣接しているため団体旅行者や自家用車による旅行者を主なターゲットとした200台収容可能な駐車場を有している。
ふるさと本舗と銘打って楽天のインターネットショッピングモールにも出店している。また、インターチェンジに隣接しているため、庄内地区を運行するほとんどの高速バスが停車している。
庄内交通は、この地点を鶴岡地区のバス利用における観光拠点とし、2008年に新待合所の設置およびパークアンドライド型の駐車場を増設した。
2017年12月23日、物産館西側にブランド豚や山形牛の販売を手掛ける「肉菜館」がオープンした。
営業時間は、9:00 - 18:00（ゴールデンウィーク・夏期延長）。

## 年表
- 1993年（平成5年）10月26日 - オープン。
- 2008年（平成20年）
  - 1月9日 - 新待合所を設置、駐車場を増設。
  - 7月1日 - 夕陽号（酒田・鶴岡 - 大宮・池袋・渋谷）が乗入を開始。

## 店舗
クレジットカードおよび電子マネーのEdy利用が可能。
土産物店
- 入口レジ、中央レジ（各コーナーからの購入、および宅配便受け付け）
  - 海産物、青果、漬物、米
  - お菓子コーナー
  - 食品コーナー、だだちゃ豆コーナー
  - おつまみ・肉コーナー
  - 地酒・ワインコーナー、韓国ショップ
  - 雑貨・民芸品コーナー
- お魚市場
- かに問屋

飲食店
- 日本海（団体食堂、186名）
- 庄内浜（団体食堂、320名）
- 味処「庄内庵」（96席）
- 浜料理「ふるさと」魚介類料理専門店（68席）
- ファーストフード「味街道」

肉菜館
建物外
- 夕張メロンパン
- フードコーナー

## バス待合所

### 高速バス路線
- 本荘 - 酒田・鶴岡 - 仙台線（庄内交通・宮城交通・山交バス・羽後交通が共同運行）
  - 本荘営業所・象潟・酒田庄交バスターミナル・鶴岡エスモール - 仙台駅前
  - 座席指定制
- 仙台国際空港 - 鶴岡・酒田線（庄内交通）
  - 座席指定制
- 酒田・鶴岡 - 山形線（庄内交通・山交バスの共同運行）
  - 酒田庄交バスターミナル - 鶴岡エスモール - 山交ビルバスターミナル - 山形駅前
  - 自由席だが、満席時は乗れない場合もある
- 夕陽号（庄内交通・国際興業バスが共同運行）
  - 酒田庄交バスターミナル・鶴岡エスモール - 大宮駅・池袋駅・渋谷
  - 酒田庄交バスターミナル・鶴岡エスモール - 上野駅・秋葉原駅・東京駅・バスタ新宿
  - 座席指定制

### 路線バス
庄内交通
- 各路線ともあまり本数は多くない為、時刻表を確認して乗車する必要がある。またあつみ温泉方面などの長距離路線もある為、ダイヤが乱れることもある。現在、湯野浜温泉行きは経由しない為、徒歩5分程の「美咲東通り」からの乗車となる。
- 鶴岡市内廻り3・4コース 
  - エスモール - 鶴岡駅前 - 市役所 前 - 庄内観光物産館 - 鶴岡駅前 - エスモール
- 温海営業所
  - エスモール - 鶴岡駅前 - 市役所前  - 中央公民館 前 - 庄内観光物産館 - 三瀬 - 由良温泉 - あつみ温泉駅前 - 温泉センター前 - 温海営業所

## その他
- 駐車場 - 200台収容
- パークアンドライド駐車場（高速バス利用者用） - 196台収容

## 周辺
- 鶴岡I.C（山形自動車道）
- 国道7号（鶴岡バイパス）
- ホームセンタームサシ 鶴岡店 - アークランズが展開する近隣のホームセンター。
- ヤマザワ 鶴岡店 - 道路を挟んで隣接するスーパー。山形銀行と荘内銀行のATM、100円ショップ（セリア）がある。
- 清川屋 - 高速道入口手前にある。土産物を販売（当社製品のみ）している。
- ケーズデンキ 鶴岡店（デンコードー運営、旧SUPER Denkodo鶴岡店）
- 吉野家 7号線鶴岡店 - ケーズデンキの隣にある。
- ショッピングセンター・パル（PAL） - 近くにある主婦の店鶴岡店のキーテナントである郊外型店舗群。
- 鶴岡駅 - タクシーで約10分、路線バスで約10 - 15分。

## 観光
観光拠点として利用を推奨している（（）内の所要時間は車を利用）
- 庄内三大名湯 湯野浜温泉（20分）、湯田川温泉（10分）、あつみ温泉（35分）
- 蟬しぐれ オープンセット、資料館（20分）
- 出羽三山（羽黒山五重塔まで30分）
- 最上川下り（40分）